# Hexatoma setigera
Hexatoma setigera är en tvåvingeart som beskrevs av Alexander 1962. Hexatoma setigera ingår i släktet Hexatoma och familjen småharkrankar. Inga underarter finns listade i Catalogue of Life.